# 游龙戏凤 (2017年电视剧)
游龍戏凤是一部马来西亚爱情古装电视剧，主演是辛伟廉、吴俐璇、张熙恩、林绿。
该剧主要在马来西亚拍攝，於2017年播映。在马来西亚收视率较高，位列年度华语电视剧第九位。

## 播出时间

### 首播
| 频道 | 所在地   | 播放日期     | 首播時间             |
| ---- | -------- | ------------ | -------------------- |
| ntv7 | 马来西亚 | 2017年1月6日 | 星期五 21:30 - 22:30 |

## 故事概要
《游龙戏凤》讲述饰演494年前明朝皇帝朱厚照的辛伟廉，穿梭时空来到了21世纪，遇到吴俐璇饰演的酒家老板娘而闹出一系列的搞笑爱情韵事。剧中将穿插歌舞，搞笑之余又不乏温馨浪漫，务必会为新春佳节添上喜庆色彩。